# Sevel Argentina
SEVEL Argentina SA, était une coentreprise créée le 28 février 1980 entre les sociétés Fiat Concord et SAFRAR Argentina, pour la production et la vente de voitures particulières et de véhicules utilitaires. L'acronyme « SEVEL » signifie « Sociedad Europea de VEhículos por Latinoamerica » (Société Européenne de Véhicules pour l'Amérique Latine), un peu à l'image de la société SevelSud créée en Italie pour la production des véhicules utilitaires Fiat Ducato et ses clones PSA.

## Contexte
En 1978 en Europe, la Société Européenne de VEhicules Légers, plus connue sous son sigle SEVEL est créée. Les groupes Fiat Auto SpA et PSA signent un accord de coopération qui prévoit la construction de deux grandes usines de production, l'une dans le centre de l'Italie destinée à produire rapidement des véhicules utilitaires lourds Fiat Ducato, et la seconde, dans le nord de la France, concernera, à moyen terme, la production de véhicules légers, monospaces et dérivés utilitaires : les futurs Citroën Evasion, Peugeot 806, Fiat Ulysse et Lancia Zeta.

## Histoire
Le 28 février 1980, l'Executive Vice President de Fiat Group SpA, Umberto Agnelli, et le président de PSA, Jean-Paul Parayre, signent un accord global pour la fusion de leurs intérêts en Argentine : FIAT Concord SA et SAFRAR (Sociedad de Automóviles FRanco ARgentinos - le représentant officiel de Peugeot), en vertu de la loi n ° 21.932 pour encadrer la restructuration de l'industrie automobile dans le pays. C'est sur cette base que la fusion des deux entités a donné naissance à SEVEL Argentina SA dont Fiat était l'actionnaire majoritaire (85 %).
Cet accord, dont la répartition n'est pas une JV 50/50 car Fiat avait produit et vendu, en 1979, plus du triple de véhicules que Peugeot, prévoyait que la production des véhicules légers de transport (automobiles) serait regroupée dans l'usine Fiat d'El Palomar et l'ancienne usine Peugeot de Berazategui, immédiatement fermée. Les autres productions locales du groupe Fiat, tracteurs agricoles, camions et fourgonnettes resteraient dans les usines Fiat de la province de Córdoba à la Ferreyra.
En 1982, Peugeot vend au groupe d'entreprises argentin Macri toutes ses parts détenues dans SEVEL Argentina. En 1992, SEVEL Argentina est cotée à la bourse de Buenos Aires et Fiat ne détient plus que 15 % du capital. En 1995, Fiat se sépare du reste de sa participation, crée Fiat Argentina et lance la construction d'une nouvelle usine ultra moderne à Cordoba. Le Groupe Macri devient l'unique propriétaire de SEVEL Argentina.
En 1996, les licences accordées par Fiat à SEVEL Argentina arrivent à expiration et ne sont pas renouvelées. Fiat qui a créé sa nouvelle filiale locale pour produire ses propres véhicules, commence la production en avril 1997. Cette même année, pour ne pas disparaître d'Argentine, où il détient 8 à 10 % du marché automobile, PSA décide d'investir et rachète au Groupe Macri, une participation de 15 % dans SEVEL Argentina et réintroduit la marque Citroën qui avait dû quitter le pays en 1979 après une faillite. PSA augmente sa participation jusqu'à 50 % un an plus tard. Le Groupe Macri, qui avait toujours été lié au groupe Fiat dans le passé, cède le reste de SEVEL Argentina à PSA le 15 décembre 1999.

## Production
À partir de 1980, SEVEL Argentina, commence à produire les voitures des deux marques, ce sont les Fiat 128, Fiat 125 et les  Peugeot 404 et Peugeot 504. La Fiat 128 est renommée "Fiat 128 Europa" et son évolution "Fiat 128 Super Europa", tandis que la Fiat 125 est renommée "Fiat 125 Mirafiori".
En 1982, début de la production locale de la Fiat 147, nommée Fiat Spazio, qui était également produite au Brésil ainsi que la version berline avec coffre Fiat Oggi et la Station Wagon Fiat Panorama. En 1981, Peugeot remplaça la 504 par la Peugeot 505.
Plus tard, Fiat lancera la Fiat Regatta en 1985, la Fiat Duna en 1987, la Fiat Uno en 1989 et la fourgonnette Fiat Fiorino en 1990. Peugeot remplacera la Peugeot 505 en 1992, par la Peugeot 405.
La production de SEVEL se limitait uniquement aux voitures mais pas aux autres activités du groupe Fiat comme les camions italiens IVECO, produits dans l'usine Fiat V.I. de Ferreyra ainsi que les tracteurs de la marque FiatAgri. En 1985, SEVEL Argentina ajoute une 3e marque à son actif en signant un accord avec General Motors, qui avait fermé son usine locale en 1978, après la grave crise qui avait touché le pays, et qui voulait reprendre pied, pour produire sous licence la camionnette Chevrolet C-10 dans l'usine de Cordoba. Faute d'un intérêt suffisant du marché pour ce modèle, cet accord pris fin en 1991. GM tentera une nouvelle expérience avec la société CIADEA - Compañía Interamericana de Automóviles, qui produisait des modèles Renault sous licence, pour lui faire fabriquer sous licence les pick up C-20 et D-20, sans plus de succès. GM investira dans une nouvelle usine, inaugurée en décembre 1997, vingt ans après avoir quitté le pays, pour y produire la Chevrolet Corsa.
Après le rachat d'Alfa Romeo par Fiat, SEVEL a commencé à importer les véhicules de la marque sportive italienne en 1993.
La société commune Fiat-Peugeot, est dissoute en 1996, après la création de Fiat Auto Argentina qui décide la construction d'une toute nouvelle usine à Cordoba à l'image de celle de Melfi, en Italie, inaugurée le 20 décembre 1996 après seulement 18 mois de travaux. Après avoir racheté toute la société SEVEL au Groupe Macri, PSA récupère l'ancienne [Usine Fiat d'El Palomar[|usine d'assemblage d'El Palomar où sera fabriquée la nouvelle Peugeot 306. En outre, cette séparation a permis le retour de la marque Citroën en Argentine, pays qu'elle avait dû quitter en 1979, après une faillite.
Toutefois, le nom SEVEL a été maintenu jusqu'en février 2000 après que PSA ait pris le contrôle total de SEVEL Argentina et changé de nom pour "Peugeot Citroen Argentina", SEVEL n'ayant jamais été une marque automobile.

## Productions SEVEL

### Les différents modèles
| Modèle                          | Années      | Production                                     | Image |
| ------------------------------- | ----------- | ---------------------------------------------- | ----- |
| Fiat 600                        | 1980 - 1982 | 301.000                                        |       |
| Fiat 133                        | 1980 - 1982 | 15.821                                         |       |
| Fiat 128 Europa / Super Europa  | 1980 - 1990 | 255.110                                        |       |
| Fiat 125 Mirafiori              | 1980 - 1982 | 188.971                                        |       |
| Peugeot 404                     | 1962 - 1981 | berline : 151.732 break : 357 pick-up : 10.494 |       |
| Peugeot 504                     | 1969 - 1999 | berline : 398.307 break : 1.930                |       |
| Fiat 147 Spazio / Brio / Vivace | 1981 - 1996 | 232.807                                        |       |
| Peugeot 505                     | 1981 - 1995 | berline : 89.791 break : 2.129                 |       |
| Fiat Regatta                    | 1985 - 1995 | 56.789                                         |       |
| Chevrolet C-10                  | 1985 - 1991 | 11.441                                         |       |
| Fiat Duna / Prêmio              | 1987 - 1995 | 257.559                                        |       |
| Fiat Uno                        | 1989 - 1995 | 179.767                                        |       |
| Fiat Fiorino                    | 1989 - 1995 | 25.035                                         |       |
| Peugeot 504 Pick-Up             | 1981 - 1999 | 91.722                                         |       |
| Peugeot 405                     | 1992 - 2001 | 50.701                                         |       |

Les quantités mentionnées incluent celles fabriquées avant et après SEVEL. C'est le nombre total d'exemplaires fabriqués pour chaque modèle.
À partir de juin 1996, SEVEL Argentina (Fiat-Peugeot) a été dissoute, Fiat ayant constitué une nouvelle filiale Fiat Auto Argentina SA et Peugeot, devenu entre-temps PSA a conservé le nom SEVEL Argentina pour fabriquer des modèles Peugeot et Citroën. Le nom SEVEL Argentina est transformé en Peugeot-Citroën Argentina en février 2000.

### 1995 - 2000
| Modèle           | Année       | Production | Image |
| ---------------- | ----------- | ---------- | ----- |
| Peugeot 504      | 1995 - 1999 |            |       |
| Peugeot 405      | 1995 - 1999 | 50.701(*)  |       |
| Peugeot 306      | 1995 - 1999 | 50.159     |       |
| Citroën Berlingo | 1999        | ?          |       |
| Peugeot 206      | 1999        | ?          |       |
| Peugeot Partner  | 1999        |            |       |

En février 2000, SEVEL Argentina a changé son nom en "Sevel Peugeot-Citroën Argentina SA", et continue la production des Peugeot 306 jusqu'en 2003, Peugeot 206, Peugeot Partner et Citroën Berlingo.

### Fiat Auto Argentina
Depuis la dissolution de SEVEL Argentina, le constructeur italien a créé une nouvelle filiale en ZArgentine, Fiat Argentina SA pour y produire ses propres modèles :
| Modèle             | Année       | Production | Image |
| ------------------ | ----------- | ---------- | ----- |
| Fiat Duna          | 1995 - 2001 |            |       |
| Fiat Uno           | 1995 - 2013 |            |       |
| Fiat Fiorino       | 1995 - 2000 |            |       |
| Fiat Palio         | 1997 - 2003 |            |       |
| Fiat Palio SW      | 1997 - 2003 |            |       |
| Fiat Siena         | 1998 - 2003 |            |       |
| Fiat Siena MY 2008 | 2008 - 2017 |            |       |
| Fiat Palio MY 2008 | 2008 - 2017 |            |       |

Fiat a arrêté de produire certains des modèles qui étaient fabriqués par SEVEL à partir de 2000 et importa les modèles Tipo, Tempra et Fiorino de sa filiale brésilienne Fiat Automoveïs. La production fut arrêtée à partir du 31 décembre 2003 jusqu'en 2008, à cause de la grave crise économique qui frappa le pays. Durant cette période tous les modèles brésiliens furent importés. Le 2 janvier 2008, Fiat Argentina reprit la fabrication de la Fiat Siena MY 2008 et de la Fiat Palio en juin 2008.

## Importations
Parmi les produits de la gamme SEVEL, les modèles importés ont joué un rôle important. Différents modèles ont été importés du Brésil dans le cadre des accords du Mercosur. Les importations de modèles d'Italie, France ou Espagne où étaient produites les Peugeot 205 et 309, étaient très limitées du fait des fortes taxes à l'importation de produits finis. Les principaux modèles importés par SEVEL Argentina sont : 
| Modèle         | Pays d'origine | Image |
| -------------- | -------------- | ----- |
| Alfa Romeo 164 | Italie         |       |
| Fiat Croma     | Italie         |       |
| Fiat Ducato    | Italie         |       |
| Fiat Tempra    | Brésil         |       |
| Fiat Tipo      | Italie Brésil  |       |
| Fiat Uno 70S   | Italie         |       |
| Peugeot 205    | France Espagne |       |
| Peugeot 605    | France         |       |